# 申长友
申长友（1969年1月19日—2020年7月17日），男，汉族，山东茌平人，中华人民共和国政治人物。北京大学光华管理学院国民经济计划与管理专业毕业，研究生学历，经济学博士。中华人民共和国政治人物、第十二届全国人民代表大会山东地区代表。

## 生平
1988年7月参加工作，1992年1月加入中国共产党。曾任国家发展和改革委员会办公厅副主任、国务院办公厅正局级秘书。2009年6月，任中共济南市委常委、副市长。2011年1月，任中共临沂市委副书记（正厅级）。2011年12月，任中共东营市委副书记、代市长，2012年3月当选市长。2013年，担任全国人大代表。
2015年1月，任中共东营市委书记，同年3月，当选东营市人大常委会主任。2018年3月，任山东省人民政府秘书长。
2020年7月17日0时30分，在上海逝世，终年51岁。